# 231040 Kakaras
231040 Kakaras è un asteroide della fascia principale. Scoperto nel 2005, presenta un'orbita caratterizzata da un semiasse maggiore pari a 3,1446324 au e da un'eccentricità di 0,0345676, inclinata di 15,98131° rispetto all'eclittica.